# 佛羅勒斯人
佛羅勒斯人（学名：Homo floresiensis）是近年发现的一种史前人类，为人属的一种，主要特征是体型小，大脑小，因此也被化名作「哈比人」。他们居住在印尼弗洛勒斯島上，原本認為可能约12000年前滅絕，因此可能与现代人类共存一段很久的時間，是已绝种人屬中存活時間最晚的。但最新的研究指出佛羅勒斯人可能在現代人類5萬年前到達該地區時不久就滅絕了。
佛羅勒斯人在基因上与丹尼索瓦人和尼安德特人有混合的历史。